# Торино (округ)
Округ Торино (итал. Provincia di Torino, по месном говору Provincia ëd Turin) је најважнији округ у оквиру покрајине Пијемонт у северозападној Италији. Седиште округа и покрајине је истоимени град Торино, четврти по величини град у целој Италији.
Површина округа је 6.829 km², а број становника 2.248.955 (2008. године).

## Природне одлике
Округ Торино се налази у северозападном делу државе, без излаза на море. Источна половина округа је равничарског и валовитог карактера, у области Падске низије. Запдни део чине планине Алпа. Најважнија река у округу је По, која тече источним делом округа и у коју се уливају мање реке са запада и севера: Чисола, Дора Рипарија, Дора Балтеа.

## Становништво
По последњим проценама из 2008. године у округу Торино живи преко 2.200.000 становника, па је ово један од бројчано највећих округа у целој Италији. Густина насељености је изузетно велика, близу 330 ст/км². Међутим, највећи део становништва живи у градском подручју Торина, где је густина насељености огромна, док су бројни планински крајеви на западу ретко насељени.
Поред претежног италијанског становништва у округу живе и велики број досељеника из свих делова света.

## Општине и насеља
У округу Торино постоји 315 општина (итал. Comuni).
Најважније градско насеље и седиште округа је град Торино (910.000 ст.) у источном делу округа. Други по величини град (не рачунајући велика предграђа Торина) је град Ивреа (24.000 ст.) у северном делу округа.